# Stasimopus schoenlandi
Stasimopus schoenlandi is een spinnensoort uit de familie van de valdeurspinnen (Ctenizidae).
De wetenschappelijke naam van de soort werd in 1900 gepubliceerd door Reginald Innes Pocock.